# Гней Корнелий Долабелла (консул 81 года до н. э.)
Гней Корне́лий Долабе́лла (лат. Gnaeus Cornelius Dolabella; умер после 77 года до н. э.) — римский военачальник и политический деятель из патрицианского рода Корнелиев Долабелл, консул 81 года до н. э. В 77 году до н. э. был привлечён к суду Гаем Юлием Цезарем, но смог добиться оправдания.

## Происхождение
Гней Корнелий принадлежал к одному из самых знатных и разветвлённых патрицианских родов Рима. Согласно Капитолийским фастам, его отец и дед носили тот же преномен — Гней. Немецкий исследователь В. Друман предположил, что Гней-отец — это нобиль, которого источники называют братом Луция Аппулея Сатурнина и который погиб в 100 году до н. э. во время уличных боёв в Риме.

## Биография
Первые упоминания о Гнее Корнелии в сохранившихся источниках относятся ко времени гражданской войны 83—82 годов до н. э., в которой он участвовал на стороне своего сородича Луция Корнелия Суллы. Известно, что Сулла послал за Долабеллой и его отрядом накануне битвы при Сигнии с армией Гая Мария-младшего. Гней Корнелий участвовал в решающей битве у Коллинских ворот в ноябре 82 года до н. э., причём накануне боя он советовал командующему дать солдатам отдохнуть; но тот его не послушал. В благодарность за вклад в победу над врагом Сулла сделал Долабеллу одним из консулов 81 года до н. э. А. Егоров называет Гнея Корнелия в связи с этим «одним из столпов сулланского режима».
Особенностью консулата стало то, что параллельно существовала власть диктатора Суллы. Гней Корнелий получил в управление провинцию Македония, где успешно воевал с фракийцами; в Рим он вернулся в 78 году до н. э. и отпраздновал триумф Вскоре после этого Долабелла был обвинён начинавшим тогда свою карьеру Гаем Юлием Цезарем в злоупотреблении властью во время наместничества. Тацит в своём «Диалоге об ораторах» датирует это событие 79 годом до н. э., но исследователи считают это ошибкой и предпочитают датировку Светония — 77 год до н. э. Защитниками Долабеллы в суде стали Гай Аврелий Котта и Квинт Гортензий Гортал, лучшие ораторы эпохи. О процессе мало что известно, но А. Егоров предполагает, что он был сопоставим по масштабу и общественной значимости с делом Верреса. У Авла Геллия упоминается «первая речь» Цезаря, так что судебных сессий было как минимум несколько. Долабелла, уверенный в своей безнаказанности, вёл себя вызывающе и предпринимал оскорбительные выпады против обвинителей; в конце концов он и в самом деле был оправдан. Речи Цезаря против Гнея Корнелия были изданы и ещё долго пользовались успехом у читателей.
После процесса Гней Корнелий уже не упоминается в источниках. Предположительно он был вынужден закончить карьеру.